# 藍色狂想曲
《藍色狂想曲》是作曲家乔治·格什温受到伊娃·高蒂爾於1923年11月1日在風神演奏廳中一場融合古典音樂和爵士樂實驗音樂會所啟發，於1924年寫獨奏鋼琴及爵士樂團的樂曲，它融合了古典音樂的原理以及爵士的元素。
此曲的首演一般是認為在一個標題為「現代音樂實驗」的音樂會中，於1924年2月12日紐約風神音樂廳（Aeolian Hall），由保羅·懷特曼指揮他的樂團以及蓋希文演奏鋼琴。鋼琴與交響樂團的版本是在1946年由美國作曲家費德·格羅菲所改編，它成為了美國音樂會中最受歡迎的曲目之一。
藍色狂想曲讓蓋希文建立多產作曲家的聲譽。

## 管弦樂版
1924年為23位樂師的懷特曼樂團所做的交響樂版本有：
- 長笛
- 雙簧管
- 豎笛
  - 降E調豎笛
  - 降B調豎笛
  - 次中音豎笛
  - 低音豎笛
- 赫克管
- 薩克管
  - 超高音薩克管
  - 高音薩克管
  - 次中音薩克管
  - 中音薩克管
  - 上低音薩克管
- 2法國號
- 2小號
- 2富魯號
- 上低音號
- 2長號
- 低音長號
- 低音號
- 2鋼琴
- 鐘琴
- 班卓琴
- 鼓
- 定音鼓
- 爵士鼓
- 小提琴
- 低音提琴
- 手風琴

有樂師演奏2樣以上的樂器。
1942年的交響樂版本有：
- 獨奏鋼琴
- 2長笛
- 2雙簧管
- 2降B調豎笛
- 低音豎笛
- 2低音管
- 3法國號
- 3小號
- 3長號
- 低音號
- 打擊樂器
  - 雙鈸
  - 小鼓
  - 大鼓
  - 鑼
  - 三角鐵
  - 鐘琴
  - 繞鈸
  - 定音鼓
- 鋼琴
- 2次中音薩克管
- 中音薩克管
- 班卓琴
- 弦樂器
  - 小提琴
  - 中提琴
  - 大提琴
  - 低音提琴

1942年版本根據1926年版本改編，有1名長笛、雙簧管及巴松管。2名小號、長號及法國號。

## 錄音

### 著名錄音版本
- 詹姆斯·莱文（鋼琴兼指揮）與芝加哥交响乐团
- 奥斯卡·莱万特（英语：Oscar Levant）（鋼琴）、尤金·奥曼迪（指揮）與費城管弦樂團
- 伦纳德·伯恩斯坦（鋼琴兼指揮）與紐約愛樂[5]，1959年
- 厄尔·怀尔德（英语：Earl Wild）（鋼琴）、亚瑟·费德勒（英语：Arthur Fiedler）（指揮）與波士顿大众乐团（英语：Boston Pops Orchestra），1960年
- 乔治·格什温（鋼琴）、迈可·提尔森·汤玛斯（指揮）與哥伦比亚爵士乐队（Columbia Jazz Band），1976年（首演1924年管弦樂團版本），Columbia M34205
- 迈可·提尔森·汤玛斯（鋼琴兼指揮）與洛杉矶爱乐乐团，1985年
- 加里克·奥尔森（鋼琴）、迈可·提尔森·汤玛斯（指揮）與旧金山交响乐团

## 轶事
- 在1923年，懷特曼邀請蓋希文在自己的實驗音樂會上發表作品，一開始遭到蓋希文的婉拒，但懷特曼卻擅自將蓋希文的名字放入了實驗音樂會的參與者名單中，蓋希文看到海報發佈後被強迫加入，並發布了藍色狂想曲。[6]
- 曲子在創作時被稱為《美國幻想曲》。《藍色狂想曲》是由艾拉蓋西文在參觀完惠斯特的畫展之後所提出的。[7]
- 《藍色狂想曲》的頭開是以单簧管的顫音接著17個圓滑音音階。在練習中，懷特曼交響樂團的專業单簧管手羅斯·戈爾曼以滑奏來吹奏開頭的向上音階，蓋希文聽到非常喜愛並修改了原樂譜。[8]《美國資產（英语：American Heritage (magazine)）》聲稱這個受歡迎的单簧管圓滑奏開頭已經跟貝多芬第五號交響曲的開頭一樣眾所皆知。[9]

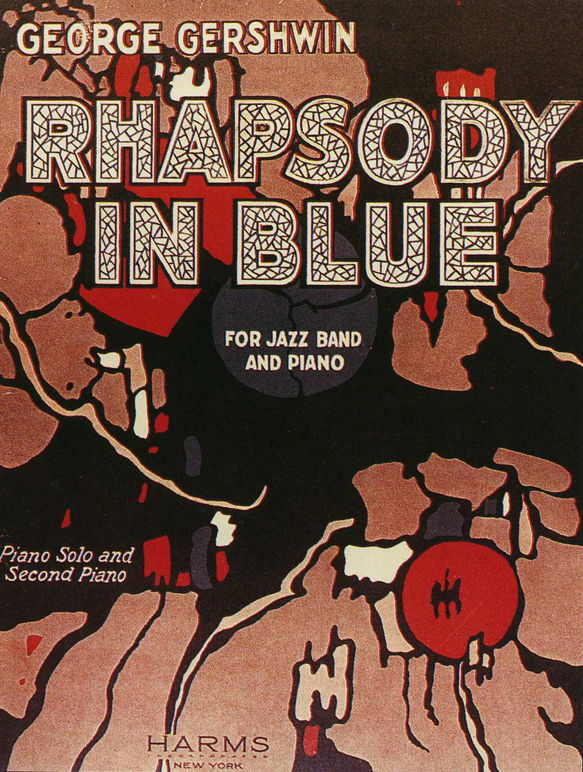
《藍色狂想曲》的雙鋼琴原譜封面

- 在1924年，懷特曼的樂團演奏《狂想曲》84次，並且賣出了百萬張的唱片。[9]懷特曼稍後以這首曲子當做樂團的主題曲，並且將他的電台節目口號改為「Everything new but the Rhapsody in Blue」。
- 雖然蓋希文自己曾說幻想曲就像是美國的音樂萬花筒，《藍色狂想曲》常在紐約的音樂會演出。這影響了伍迪·艾倫的電影《曼哈頓》、迪士尼的電影《幻想曲2000》[10]、還有女性理髮店四重唱（英语：Barbershop quartet） Ambiance於1991年所錄制的《藍色狂想曲》無伴奏合唱版本《紐約狂想曲》。[11]
- 《藍色狂想曲》從1987年成為聯合航空的廣告音樂。該公司年支付權利金300,000元美金使用這首樂曲在廣告上。[12]
- 布萊恩·威爾森受這個音樂影響很深，在SMiLE計劃可以說是這個的延伸，它使用了重覆的主題又有明顯的美國歌曲架構。在電影《Beautiful Dreamer: Brian Wilson and the Story of SMiLE》中，威爾森用鋼琴演奏了《藍色狂想曲》的序奏，接著奏出SMiLE的歌《Heroes and Villains》。
- 德莎·德爾泰爾（英语：Desha Delteil）跟Jean Myrio在Kit-Cat Club有根據這首樂曲所做的舞蹈，這在百代電影公司的電影中有記錄。
- 1945年由羅伯特·艾達（英语：Robert Alda）主演關於蓋希文的電影，片名叫做《藍色狂想曲》（Rhapsody in Blue）。
- 在日本，藍色狂想曲被使用在富士電視台的電視劇《交響情人夢》的片尾曲。
- 2013年電影《大亨小傳》，在蓋茨比（李奧納多·狄卡皮歐飾演）首度出場時，背景音樂搭配了藍色狂想曲。
- 《藍色狂想曲》的版權在歐盟於2007年到期，在美國也将于2019年到2027年期间逐步到期。